# Qatar vid världsmästerskapen i friidrott 2022
Qatar tävlade vid världsmästerskapen i friidrott 2022 i Eugene i USA mellan den 15 och 24 juli 2022. Qatar hade en trupp på tre idrottare.

## Medaljörer
| Medalj | Idrottare          | Gren               | Datum   |
| ------ | ------------------ | ------------------ | ------- |
| Guld   | Mutaz Essa Barshim | Herrarnas höjdhopp | 18 juli |

## Resultat

### Herrar
Gång- och löpgrenar
| Idrottare      | Gren        | Försöksheat | Försöksheat | Semifinal        | Semifinal        | Final            | Final            |
| Idrottare      | Gren        | Resultat    | Placering   | Resultat         | Placering        | Resultat         | Placering        |
| -------------- | ----------- | ----------- | ----------- | ---------------- | ---------------- | ---------------- | ---------------- |
| Femi Ogunode   | 100 meter   | 10,52 0SB0  | 48          | Gick inte vidare | Gick inte vidare | Gick inte vidare | Gick inte vidare |
| Adam Ali Musab | 1 500 meter | 0DNS0       | 0DNS0       | 0DNS0            | 0DNS0            | 0DNS0            | 0DNS0            |

Teknikgrenar
| Idrottare          | Gren     | Kval    | Kval      | Final       | Final     |
| Idrottare          | Gren     | Distans | Placering | Distans     | Placering |
| ------------------ | -------- | ------- | --------- | ----------- | --------- |
| Mutaz Essa Barshim | Höjdhopp | 2,28 m  | =1 0q0    | 2,37 m 0VB0 | 1         |